# Batemanův princip
V biologii znamená Batemanův princip říká, že většina druhů se liší ve svém reprodukčním úspěchu, neboli, že hodnota "reproduktivní variability" (rozmanitosti v biologickém fitness napříč populací) bude větší u samců, než u samic (Batemanův gradient) Batemanův princip úzce souvisí s teorií Roberta Triverse o rodičovské volbě - v mnoha případech je limitujícím faktorem o jaké zdroje bude probíhat budoucí kompetice. Jev je pojmenovaný podle anglického genetika Anguse Johna Batemana (1919–1996).